# Algernonia kuhlmannii
Algernonia kuhlmannii là một loài thực vật có hoa trong họ Đại kích. Loài này được (Emmerich) G.L.Webster mô tả khoa học đầu tiên năm 2007.